# Petr Kolář (diplomat)
Petr Kolář (* 27. září 1962 České Budějovice) je český manažer, poradce a bývalý diplomat.

## Život
V roce 1986 vystudoval etnografii a folkloristiku na Filozofické fakultě Univerzity Karlovy. V letech 1986–1987 působil jako odborný pracovník v Ústavu pro etnografii a folkloristiku ČSAV, poté se stal komunistickému režimu nepohodlným a rok pracoval v dělnických profesích.
V letech 1988–1989 absolvoval základní vojenskou službu. Poté rok pracoval ve Výzkumném středisku pro otázky míru a odzbrojení ČSAV. V letech 1990–1992 byl zaměstnán jako vědecký pracovník v Ústavu pro soudobé dějiny ČSAV, následující rok působil v Institutu pro strategická studia Ministerstva obrany. Pracoval i jako novinář.
Od roku 1993 pracoval pro Ministerstvo zahraničních věcí, kde v letech 1993–1995 vedl odbor krajanských a nevládních styků a následující rok 3. teritoriální odbor – východní a jižní Evropa. V letech 1996–1998 zastupoval Českou republiku jako velvyslanec ve Švédsku, následující rok byl poradcem pro evropskou integraci a Balkán v Kanceláři prezidenta republiky ČR.
V roce 1997 jako blízký spolupracovník ministra zahraničí Josefa Zieleniece jako první potvrdil, že špičky ODS věděly o machinacích se sponzory.
V letech 1999–2003 byl velvyslancem v Irsku. Od září do října 2005 působil jako náměstek ministra zahraničních věcí ČR pro dvoustranné vztahy. Dne 29. listopadu 2005 byl jmenován velvyslancem ČR v USA, kde působil do roku 2010, následně do roku 2012 zastával post velvyslance v Rusku. V roce 2013 pracoval pro PPF jako ředitel pro mezinárodní vztahy a na starosti měl především asijské trhy.
V roce 2013 se o něm spekulovalo jako o nástupci Karla Schwarzenberga na postu ministra zahraničí. Od roku 2014 spolupracuje s americkou lobbistickou a advokátní kanceláří Squire Patton Boggs a s think tankem Evropské hodnoty, angažuje se v Iniciativě pro evropské hodnoty. 
Působí rovněž jako neformální poradce některých českých politiků, o zahraničněpolitických otázkách se s ním radil kupříkladu předseda vlády Andrej Babiš (ANO), což v roce 2020 potvrdila Babišova pravá ruka Tünde Bartha, rady a konzultace poskytuje rovněž předsedovi Senátu Miloši Vystrčilovi (ODS) či  prezidentovi Petru Pavlovi, se kterým spolupracuje dlouhodobě a který jej v roce 2023 po svém zvolení označil za „přítele po boku“.

## Rodina
Byl ženatý s Jaroslavou Kolářovou a z manželství má dva syny. Starší Ondřej Kolář byl v letech 2014–2022 starostou městské části Praha 6, v letech 2021 až 2024 byl poslancem za TOP 09 a místopředsedou evropského výboru Poslanecké sněmovny, roku 2024 se stal europoslancem. Mladší Adam Kolář pracoval jako reportér v České televizi a je partnerem herečky a houslistky Jenovéfy Bokové. V lednu 2020 Petr Kolář ovdověl. Jeho partnerkou se pak stala moderátorka Světlana Witowská, která se počátkem roku 2020 rozvedla s ředitelem pražského dopravního podniku Petrem Witowským.

## Politické postoje
Kolář označil české odpůrce stavby amerického protiraketového radaru v Brdech za „užitečné idioty“, kteří podlehli dezinformační kampani Ruska. Českého prezidenta Miloše Zemana označil za „trojského koně“ Ruska a v roce 2016 zvažoval, že by proti němu kandidoval v prezidentských volbách. Nakonec se však v březnu 2017 rozhodl, že kandidovat nebude.
Na besedě se studenty v listopadu 2015 prohlásil Kolář na adresu ruského národa: „I když Rusové vypadají stejně jako my, jsou jiní. Sami o sobě tvrdí, že jsou Euroasiati a mají poněkud odlišné uvažování.“ Militantní islamismus prosazující islámské právo šaría, který má podle Koláře s islámem společného jen málo, označil Kolář za „nebezpečnější než fašismus nebo komunismus“. Podpořil by pozemní vojenskou invazi proti Islámskému státu se zapojením NATO a arabských spojenců z okolních států.

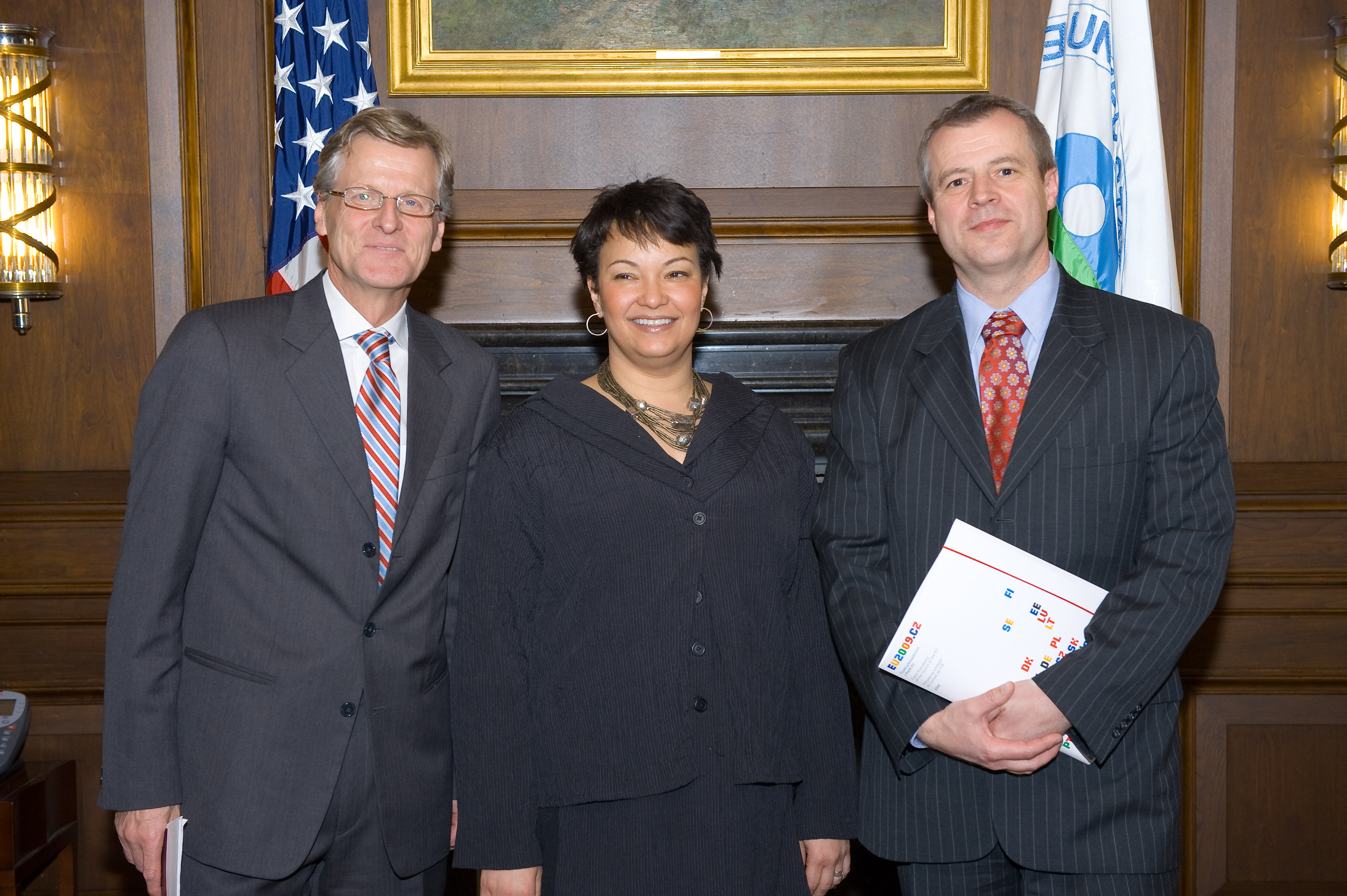
Tehdejší velvyslanec v USA Petr Kolář (vpravo) s švédským diplomatem Jonasem Hafstromem a americkou diplomatkou Lisou Jacksonovou v roce 2009

V roce 2017 podpořil vznik Centra proti terorismu a hybridním hrozbám, které poskytuje státu analytické a komunikační služby ohledně hybridních hrozeb.
V roce 2019 nezpochybňoval členství Turecka v NATO, i když se po turecké ofenzivě na severu Sýrie proti Kurdům začalo jeho členství zpochybňovat.
Kolář se v roce 2020 vyjádřil kriticky na adresu Číny, která podle něj lhala o pandemii covidu-19. Generální ředitel Světové zdravotnické organizace (WHO) nekriticky přebíral informace od čínských úřadů a měl by podle Koláře odstoupit.
Poté, co Mezinárodní trestní soud v Haagu (ICC) v listopadu 2024 vydal zatykače na představitele Hamásu, ale také na izraelského premiéra Benjamina Netanjahua a bývalého ministra obrany Jo'ava Galanta, za údajné válečné zločiny během války v Gaze, Kolář prohlásil, že Česko by mělo zatykače na izraelské představitele ignorovat, protože za „všechny civilní oběti" během války v Pásmu Gazy „může Hamás" a za všechny civilní oběti během izraelské invaze do Libanonu může Hizballáh.

## Občanské a dobrovolnické aktivity
V roce 2019 založil společně s armádním generálem Petrem Pavlem, podnikatelem Františkem Vrabelem a manažerem Radkem Hokovským spolek Pro bezpečnou budoucnost.